# Marie-Pierre Duhamel-Muller
Marie-Pierre Duhamel-Muller, née le 28 novembre 1952 à Paris et morte le 20 juin 2023 dans la même ville, est une programmatrice de cinéma, documentariste, enseignante, traductrice et interprète française.

## Biographie
Marie-Pierre Duhamel naît le 28 novembre 1952 à Paris. Son père est négociant en poissons et sa mère est bibliothécaire.
Après avoir étudié l'histoire, puis le chinois à l'Inalco, elle s'occupe de la distribution de documentaires dans les vidéothèques publiques françaises puis intègre, en 1987, le Centre National de la Cinématographie. Elle est ensuite nommée administrative de l'unité documentaire d'Arte en 1994 puis responsable de la production documentaire chez Pathé télévision l'année d'après. Elle dirige le Cinéma du réel de 2005 à 2008. Elle participe aux travaux de programmation des rétrospectives à la Mostra de Venise de 2005 à 2012, et intervient dans plusieurs établissements d'enseignement européens.
Elle a signé deux documentaires pour la télévision : Dolorès Del Rio, de Hollywood à Mexico et Les Animaux ont une histoire.
Elle meurt le 20 juin 2023 à l'âge de 70 ans, à l'hôpital Cognacq-Jay dans le 15e arrondissement de Paris, des suites d'un cancer.

## Filmographie
- 2003 : Dolorès Del Rio, de Hollywood à Mexico (réalisation)
- 2004 : Les Animaux ont une histoire (réalisation)
- 2006 : La Victoire de Cézanne, de Jacques Deschamps (narration)